# See You at the Show
See You at The Show – czwarty singel kanadyjskiej grupy rockowej Nickelback pochodzący z jej wydanego w 2003 albumu "The Long Road". Jest to przedostatni singel z tego albumu. Utwór został zamieszczony na ostatnim - jedenastym miejscu na płycie, trwa 4 minuty i 4 sekundy i jest trzecim utworem pod względem długości. Dłuższe są tylko "Believe it or Not" (4:07) oraz "Feelin' Way Too Damn Good" (4:16). Singel został wydany jedynie w formie promocyjnej lecz nie został dostarczony do żadnej rozgłośni radiowej. Wydany został tylko w Australii oraz Niemczech. Zajął 82 miejsce na liście przebojów w Niemczech. Autorem tekstu do utworu jest wokalista grupa Chad Kroeger, muzykę skomponował wspólnie cały zespół.

## Znaczenie tekstu
Utwór traktuje o grupce ludzi idących na show, opisuje ich niespokojne zachowanie i nadużywanie przez nich alkoholu. Przedstawia także w pewien sposób to, jak wyglądają dziś koncerty muzyczne. Utwór rozpoczyna się lekkim balladowym, niemalże bluesowym wstępem. W refrenach utwór zyskuje na ciężkości, zahaczając o hard rock. Utwór posiada także krótkie solo gitarowe. 
Piosenka została użyta w 2005 roku przez Nine Network w Australii jako utwór przewodni podczas transmisji meczów Friday Night Football ligi Australian Football League. Utwór grany był jedynie podczas trasy "The Long Road Tour" w roku 2004. Trafił na bootleg pt. "Live in Toronto", z zapisem występu grupy w Toronto. Bootleg ukazał się na rynku w 2004 roku w formie CD/DVD. Na stronie B singla, znalazł się utwór "Too Bad" w wersji akustycznej, nagranej podczas koncertu MTV Unplugged w 2003 roku.

## Teledysk
Teledysk przedstawia fragmenty z meczu piłki nożnej, oraz scenę na której gra zespół przed tłumem ludzi. podczas wykonywania utworu, widać jest także efekty pirotechniczne, używane przez zespół na koncertach. Wersja utworu w teledysku jest krótsza, trwa bowiem 3 minuty i 32 sekundy. Reżyserem teledysku do utworu jest Nicholas Wrathall. Teledysk premierę miał w roku 2004. 

## Lista utworów na singlu
Single CD:
| Nr |  | Tytuł                                  | Tekst        | Muzyka     | Długość |
| -- |  | -------------------------------------- | ------------ | ---------- | ------- |
| 1. |  | "See You at the Show" (Single Version) | Chad Kroeger | Nickelback | 3:32    |
| 2. |  | "See You at the Show" (Album Version)  | Chad Kroeger | Nickelback | 4:04    |
| 3. |  | "Too Bad" (MTV Unplugged Live)         | Chad Kroeger | Nickelback | 4:09    |
| 4. |  | "See You at the Show" (Video)          |              |            | 4:03    |
|    |  |                                        |              |            |         |

## Twórcy
Nickelback
- Chad Kroeger – śpiew, gitara rytmiczna, produkcja
- Ryan Peake – gitara prowadząca, wokal wspierający
- Mike Kroeger – gitara basowa
- Ryan Vikedal – perkusja

Produkcja
- Nagrywany: kwiecień - sierpień 2003 w studiu "Green House Studios" (Burnaby) oraz w "Mountain View Studios" (Abbotsford) w Vancouver
- Producent muzyczny: Chad Kroeger, Joe Moi
- Miks utworu: Randy Staub w "The Warehouse Studios" w Vancouver
- Asystent inżyniera dźwięku: Zach Blackstone
- Mastering: George Marino w "Sterling Sound"
- Koordynator prac albumu: Kevin “Chief” Zaruk
- Aranżacja: Chad Kroeger, Ryan Peake, Mike Kroeger, Ryan Vikedal
- Tekst piosenki: Chad Kroeger, Ryan Peake, Mike Kroeger

Inni
- Management: Bryan Coleman z Union Entertainment Group
- Pomysł okładki: Nickelback
- Wytwórnia: Roadrunner Records

## Notowania
| Lista                 | Najwyższa pozycja |
| --------------------- | ----------------- |
| Germany Singles Chart | 82                |